# Pinus thunbergii
Pinus thunbergii là một loài thực vật hạt trần trong họ Thông. Loài này được Parl. miêu tả khoa học đầu tiên năm 1868.

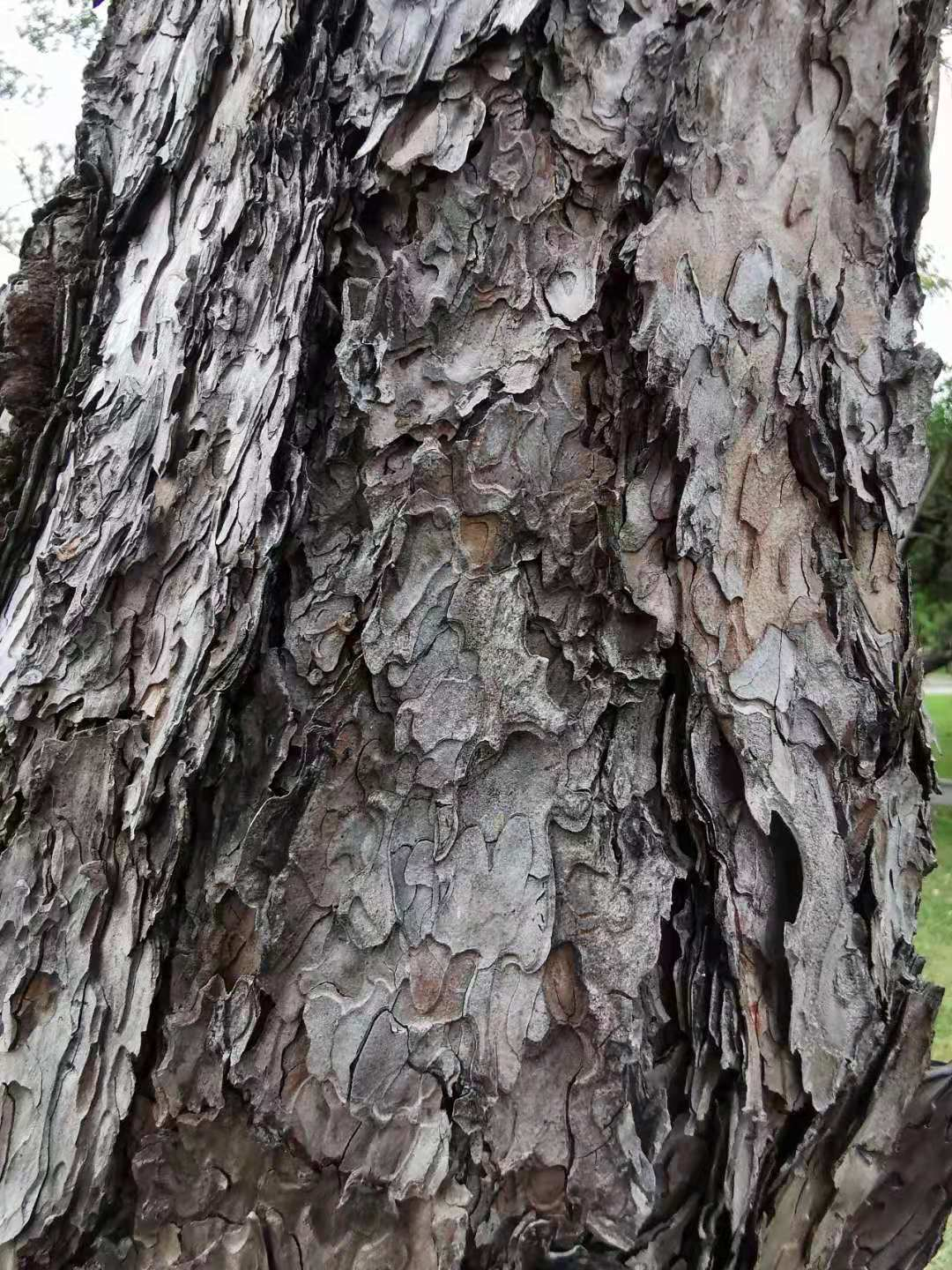
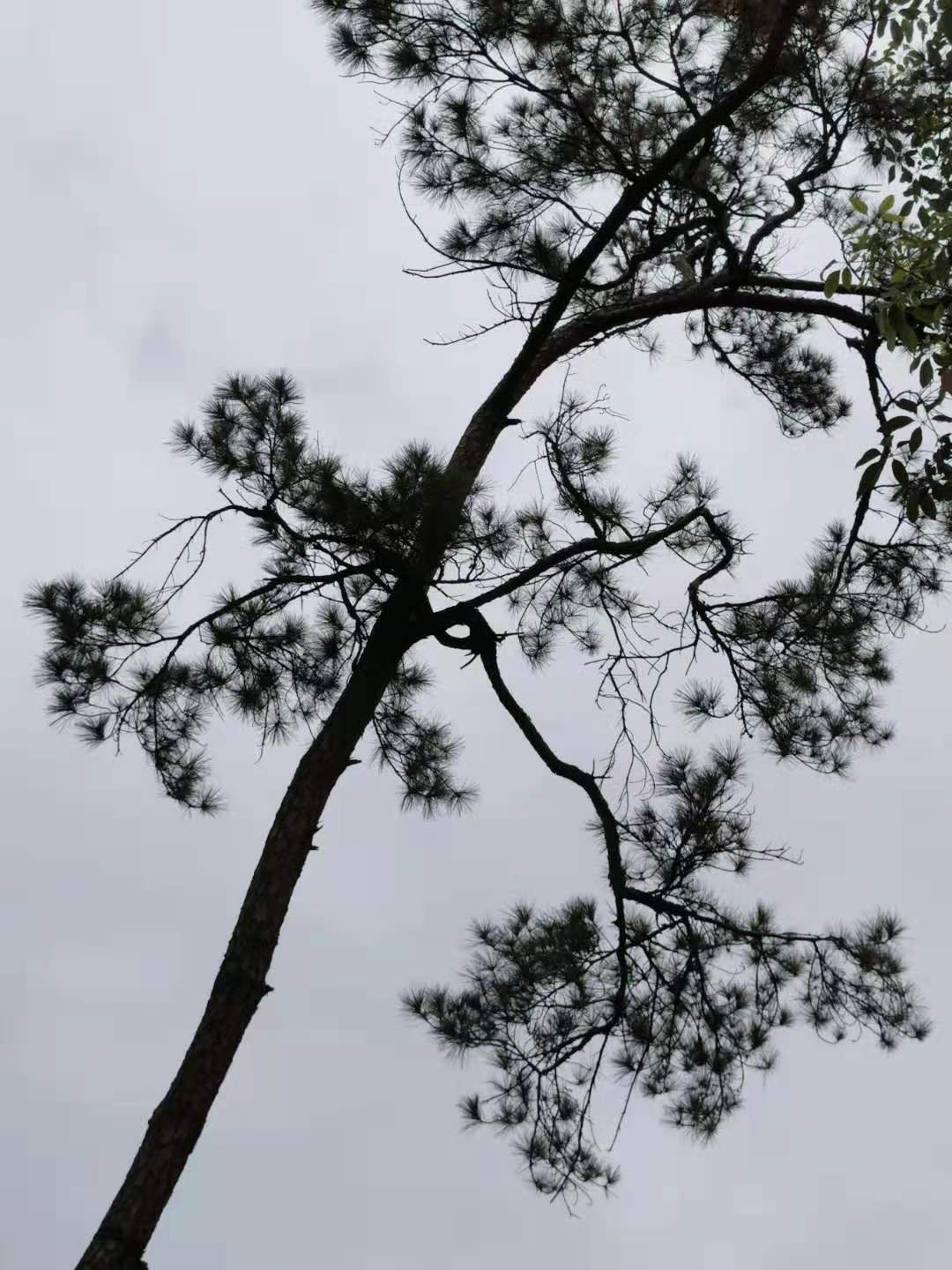